# Muscari
Ne doit pas être confondu avec Muscaris.
Genre
Classification APG III (2009)
Synonymes
- Botryanthus Kunth[2]
- Botryphile Salisb.[2]
- Czekelia Schur[2]
- Eubotrys Raf.[2]
- Moscharea Salisb.[2]
- Muscarimia Kostel. ex Losinsk.[2]

Muscari est un genre de plantes à fleurs de la famille des Asparagaceae, autrefois classé dans celle des Liliaceae.
Au stade de plantule, les muscaris ne présentent qu'un seul cotylédon, ce qui les classe parmi les Monocotylédones. Appelés aussi « jacinthes à grappes », les muscaris sont des plantes  bulbeuses d'assez petite taille, parmi lesquelles on distingue une quarantaine d'espèces.
La floraison, généralement d'un bleu-violet soutenu, a lieu tôt, à la fin de l'hiver et au printemps (fin février ou mars). Le Muscari d'Arménie (Muscari armeniacum) est l'espèce la plus cultivée, dont les variétés horticoles peuvent être de diverses nuances de bleu, blanc ou rose.

## Étymologie
Bien que la plupart des muscaris actuellement cultivés soient inodores, le nom de « Muscari » vient du grec muschos, (musqué), car certaines variétés ont une odeur musquée.

## Caractéristiques

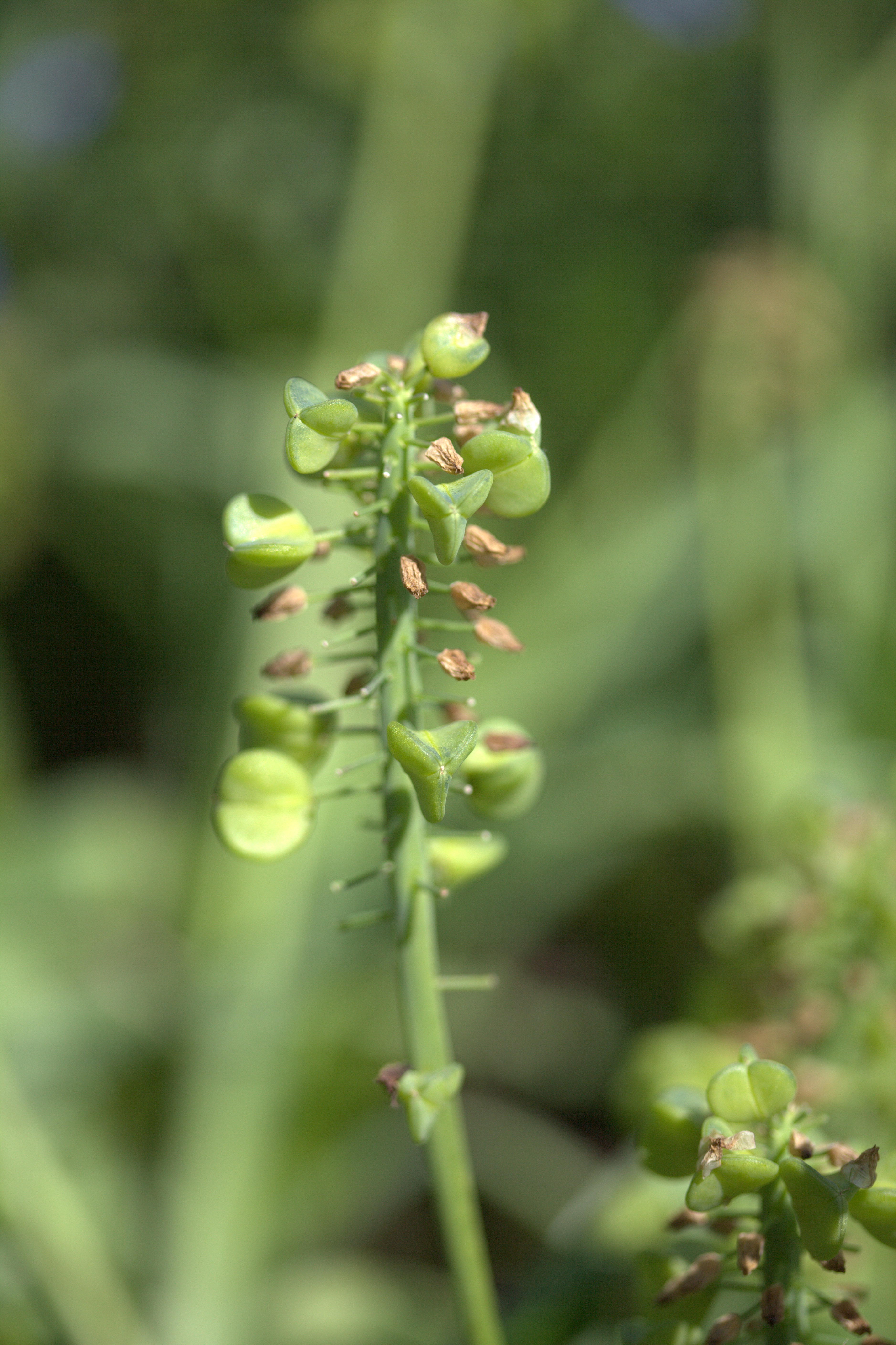
Fruits et graines de Muscari armeniacum.

Le muscari a des feuilles vertes un peu charnues, étroites et allongées qui apparaissent en général après l'inflorescence et qui tendent à sortir en automne.
Selon les espèces ou cultivars, les muscaris peuvent mesurer de 10 à 60 cm de hauteur, et les fleurs être de couleur bleu pâle à bleu sombre ou encore blanches ou roses.
L'inflorescence est en épi. La fleur a une forme arrondie ainsi qu'une petite ouverture à l'extrémité.
La plante forme un bulbe et se reproduit principalement par multiplication végétative. Les fleurs supérieures attirent les pollinisateurs  mais leurs graines sont généralement stériles.
Comme il entre en dormance en été, il est particulièrement résistant à la sécheresse.

## Écologie
Ils sont originaires du centre et sud de l'Europe, nord de l'Afrique, ouest, centre et sud-ouest de l'Asie, et se sont naturalisés dans plusieurs pays tempérés.

## Propriétés
Des alcaloïdes pyrrolizidiniques sont présents dans les bulbes de muscari.

## Taxonomie et classifications
Selon la classification employée, le genre Muscari fait partie de la famille :
- des Liliaceae selon la classification classique,
- des Hyacinthaceae selon la classification phylogénétique APG I,
- des Asparagaceae selon la classification APG II, plus précisément dans les Scilloideae.

### Principales espèces
Le genre Muscari compte environ 40 espèces dont les plus connues sont les suivantes :
- Muscari armeniacum Leichtl. ex Baker - Muscari d'Arménie. Fleurs bleu de cobalt. Les feuilles apparaissent à l'automne. Espèce très appréciée dans les jardins, qui se naturalise aisément.

Note : Le taxon appelé Muscari szovitsianum Baker est considéré actuellement comme une variante locale de M. armeniacum.

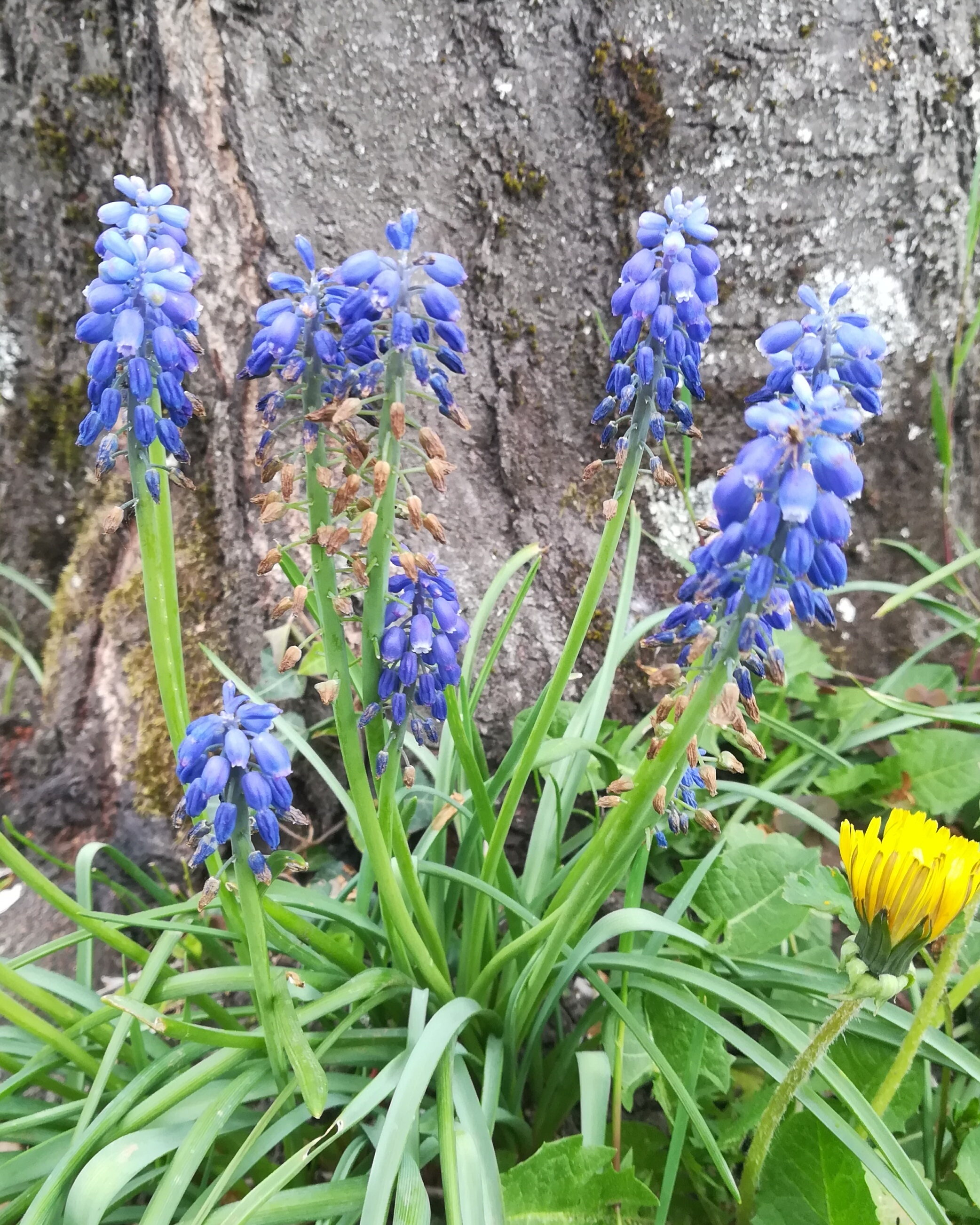
Muscaris d'Arménie

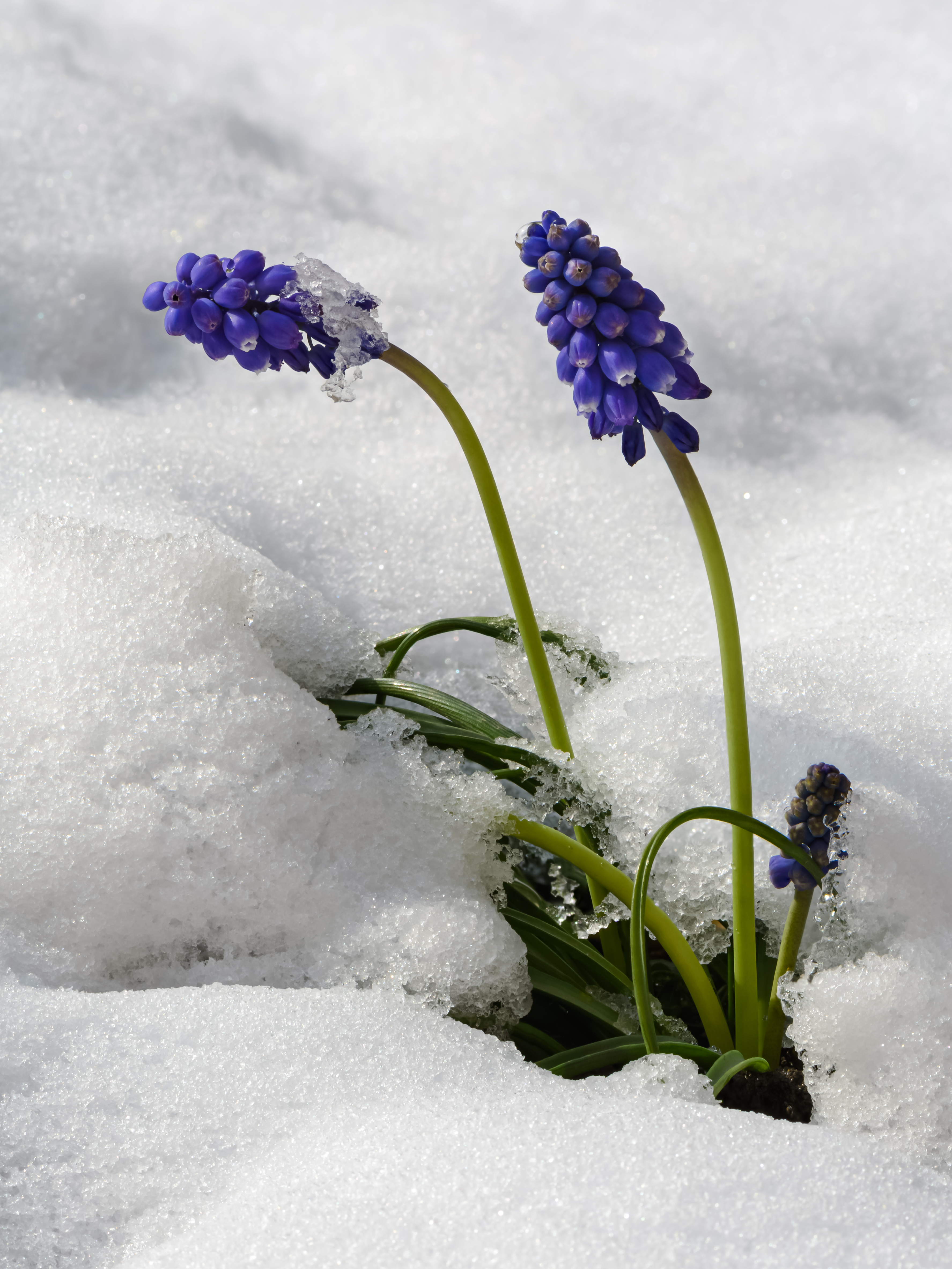
Muscari d'Arménie dans la neige. Avril 2022.

- Muscari azureum Fenzl - Plante de 10 à 15 cm de haut, à fleurs campanulées bleu clair, striées à la face externe. Originaire du Caucase et du nord de la Turquie. Il en existe une variété à fleurs blanches.

Synonymes : Hyacinthella azurea (Fenzl) Chouard, Pseudomuscari azureum (Fenzl) Garbari & Greuter
- Muscari botryoides (L.) Mill. - Muscari botryde ou botryoïde. Rencontré dans les forêts clairsemées et les alpages. Fleurs bleues à violettes inodores avec une bordure blanche. Feuilles dressées et rigides, s'élargissant vers le haut. Il en existe une variété à fleurs blanches.
- Muscari comosum (L.) Mill. - Muscari à toupet. Espèce assez différente des autres, parfois placée dans le genre Leopoldia. Les grappes de fleurs sont grandes, à longs pédoncules, surmontées d'une sorte de bouquet de fleurs stériles. Les fleurs n'ont pas d'odeur. Le bulbe est comestible et très apprécié en Italie du Sud, sous le nom de 'Lampascioni'.

Synonyme : Leopoldia comosa (L.) Parl.
- Muscari latifolium Kirk : espèce horticole généralement à une seule feuille assez large. Originaire du nord de la Turquie.
- Muscari neglectum Guss. ex Ten. - Muscari à grappes, muscari négligé. L'espèce la plus commune, qui pousse dans les prés, certains champs et vignes, au bord des chemins. Fleurs bleues à violettes plus ou moins parfumées. Les feuilles apparaissent à l'automne.

Synonymes :  Muscari racemosum (L.) Medik., Muscari atlanticum Boiss. & Reut.
- Muscari macrocarpum Sweet, Plante de 10 à 15 cm de haut, à fleurs tubulaires jaunes, originaire de Grèce et de Turquie.

Synonyme : Muscari muscarimi  Medik. var. flavum.
- Muscari tenuiflorum est une herbacée persistante dont la taille atteint 20 à 50 cm. Ce géophyte se régénère par ses oignons blancs ; la largeur de ses feuilles allongées, à limbe uni, varie entre 2 et 12 mm.

## Horticulture

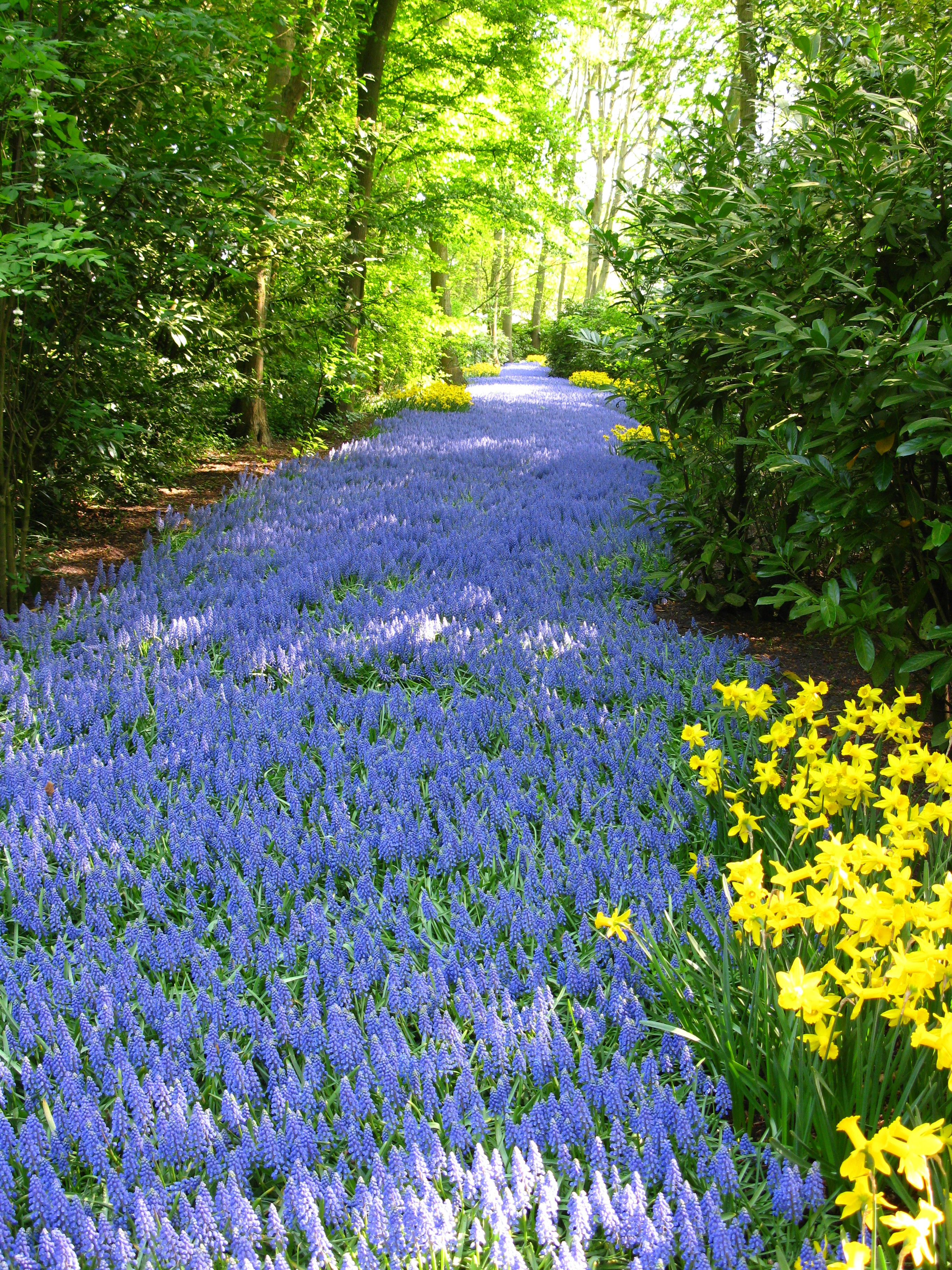
Sentier de muscaris au parc floral Keukenhof.

La culture est facile ; le muscari tolère les sols pauvres et requiert peu de soins, mais il préfère un emplacement ensoleillé au printemps. Il est cultivé en tant que plante ornementale, principalement. Son bulbe étant légèrement toxique, ils sont rarement mangés par des animaux.
Le Muscari d'Arménie (Muscari armeniacum) est l'espèce la plus cultivée. Elle se ressème abondamment et est rustique en zone 3.

## Aspects culturels et historiques
Le muscari est l'une des quatre plantes retrouvées dans la tombe d'un individu néandertalien, à Shanidar, un site archéologique en Irak.

### Alimentation

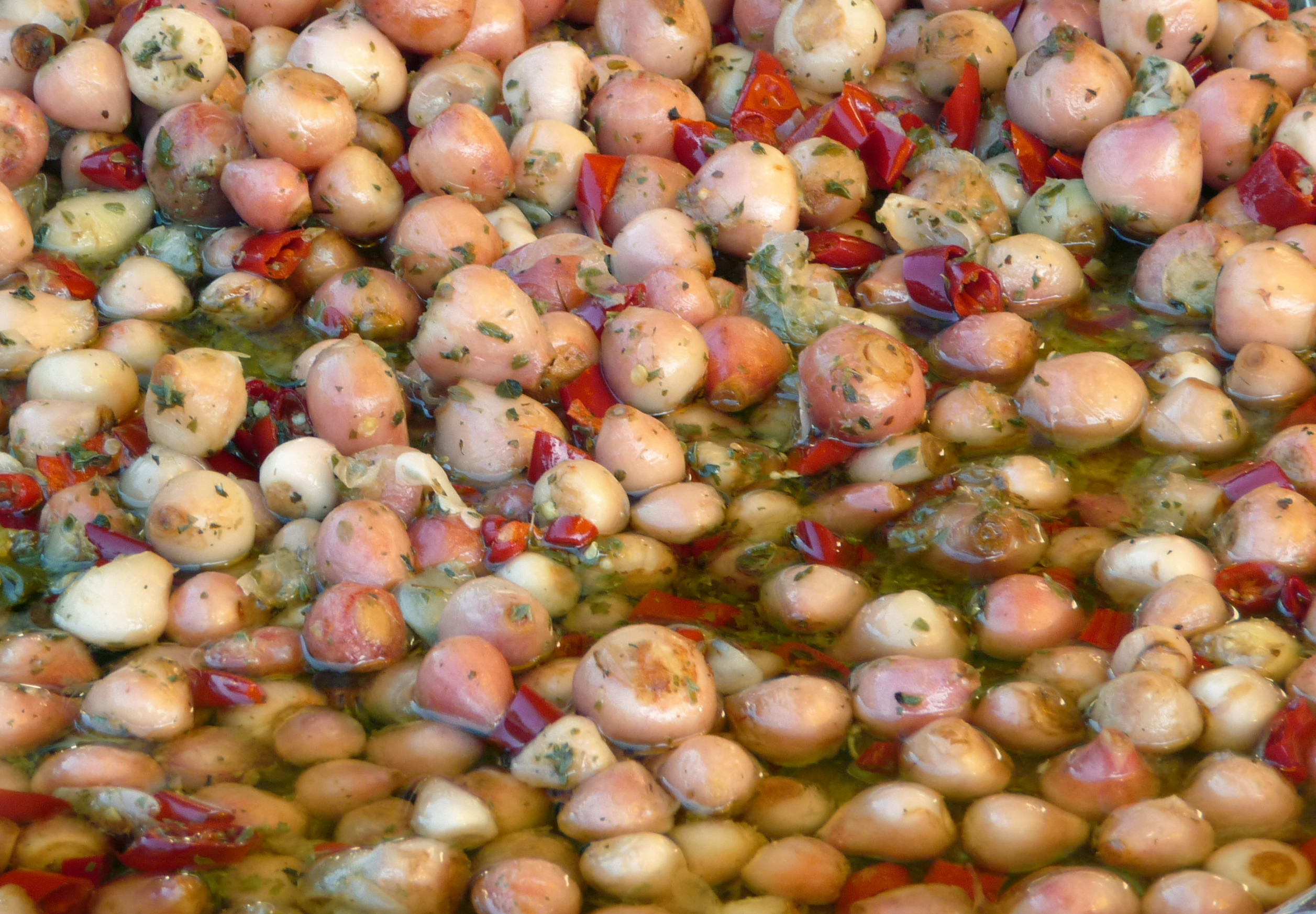
Le Lampascioni sott'olio est un plat gastronomique traditionnel de la région des Pouilles en Italie - Bulbes apprêtés de Muscari comosum

En ethnobotanique, l'usage alimentaire du muscari est attesté depuis l'Égypte antique, et notamment en Grèce en Espagne et Turquie, mais il est particulièrement consommé en Italie. Ce n'est pas une plante ayant été domestiquée ni cultivée ; elle est principalement récoltée à l'état sauvage.
La consommation traditionnelle de bulbes de muscari, particulièrement ceux du muscari à toupet, a eu une valeur culturelle importante pour les immigrants italiens aux États-Unis, bien que les bulbes contiennent des molécules hépatotoxiques : « Les muscaris appartiennent à une famille de Monocotylédones, les Hyacinthacées, où les substances dangereuses ne sont pas rares, comprenant des molécules hépatotoxiques susceptibles d’induire des affections graves par effet cumulatif. Le bulbe de muscari à toupet (lampascioni, lampagione, cipollaccio) a une valeur identitaire à ce point élevée que les immigrés italiens aux États-Unis en importaient par cargos entiers à l’occasion des festivités commémoratives, en importent peut-être encore. Il reste très apprécié en plusieurs provinces de la Péninsule, apprêté à l’huile, à la façon des tomates sèches. Les toxicités masquées, qui induisent à long terme des affections sans rapport manifeste avec les substances ingérées, que les sociétés traditionnelles ne relient pas à leurs pratiques alimentaires, sont fréquentes sous toutes les latitudes. »

## Liste d'espèces
Selon BioLib (3 mars 2019) :
- Muscari adilii M. B. Güner & H. Duman
- Muscari albiflorum (Täckh. & Boulos) Hosni
- Muscari alpanicum Schchian
- Muscari anatolicum Cowley & Özhatay
- Muscari armeniacum Leichtl. ex Baker
- Muscari atillae Yıldırım
- Muscari aucheri (Boiss.) Baker
- Muscari babachii Eker & Koyuncu
- Muscari baeticum Blanca, Ruíz Rejón & Suár.-Sant.
- Muscari botryoides (L.) Mill.
- Muscari bourgaei Baker
- Muscari cazorlanum C. Soriano & al.
- Muscari commutatum Guss.
- Muscari discolor Boiss. & Hausskn.
- Muscari dolichanthum Woronow & Tron
- Muscari fertile Ravenna
- Muscari filiforme Ravenna
- Muscari hermonense Ravenna
- Muscari hierosolymitanum Ravenna
- Muscari kerkis Karlén
- Muscari kurdicum Maroofi
- Muscari latifolium J. Kirk.
- Muscari lazulinum Ravenna
- Muscari longistylum (Täckh. & Boulos) Hosni
- Muscari macbeathianum Kit Tan
- Muscari macrocarpum Sweet
- Muscari massayanum Grunert
- Muscari matritensis Ruíz Rejón & al.
- Muscari microstomum P. H. Davis & D. C. Stuart
- Muscari mirum Speta
- Muscari neglectum Guss. ex Ten.
- Muscari olivetorum Blanca, Ruíz Rejón & Suár.-Sant.
- Muscari parviflorum Desf.
- Muscari pulchellum Heldr. & Sart.
- Muscari racemosum Mill.
- Muscari salah-eidii (Täckh. & Boulos) Hosni
- Muscari sandrasicum Karlén
- Muscari sirnakense Yıld.
- Muscari sivrihisardaghlarensis Yild. & B. Selvi
- Muscari stenanthum Freyn
- Muscari tavoricum Ravenna
- Muscari turcicum Uysal, Ertugrul & Dural
- Muscari tuzgoluensis Yild.
- Muscari vuralii Bagci & Dogu

Selon World Checklist of Selected Plant Families (WCSP) (3 mars 2019) :
- Muscari adilii M.B.Güner & H.Duman (1999)
- Muscari albiflorum (Täckh. & Boulos) Hosni (1988)
- Muscari alpanicum Schchian (1938)
- Muscari anatolicum Cowley & Özhatay (1994)
- Muscari armeniacum H.J.Veitch, Garden (London (1872)
- Muscari artvinense Demirci & E.Kaya (2014)
- Muscari atillae Yildirim (2015)
- Muscari atlanticum Boiss. & Reut. (1852)
- Muscari aucheri (Boiss.) Baker, J. Linn. Soc. (1870)
- Muscari babachii Eker & Koyuncu (2008)
- Muscari baeticum Blanca, Ruíz Rejón & Suár.-Sant. (2007)
- Muscari botryoides (L.) Mill. (1768)
- Muscari bourgaei Baker, J. Linn. Soc. (1870)
- Muscari cazorlanum C.Soriano, Rivas Ponce, R.Lozano & Ruíz Rejón (1990)
- Muscari commutatum Guss. (1826)
- Muscari discolor Boiss. & Hausskn. (1882)
- Muscari dolichanthum Woronow & Tron (1935)
- Muscari elmasii Yildirim (2016)
- Muscari erdalii Özhatay & Demirci (2013)
- Muscari fertile Ravenna (2002)
- Muscari filiforme Ravenna (2001)
- Muscari heldreichii Boiss., Diagn. Pl. Orient., ser. 2 (1859)
- Muscari hermonense Ravenna (2002)
- Muscari hierosolymitanum Ravenna (2001)
- Muscari kerkis Karlén (1984)
- Muscari kurdicum Maroofi (2007)
- Muscari latifolium J.Kirk (1860)
- Muscari lazulinum Ravenna (2001)
- Muscari longistylum (Täckh. & Boulos) Hosni (1988)
- Muscari macbeathianum Kit Tan (1988)
- Muscari macrocarpum Sweet (1827)
- Muscari massayanum C.Grunert (1931)
- Muscari microstomum P.H.Davis & D.C.Stuart (1966)
- Muscari mirum Speta (1989)
- Muscari neglectum Ten. (1841)
- Muscari olivetorum Blanca, Ruíz Rejón & Suár.-Sant. (2007)
- Muscari parviflorum Desf. (1798)
- Muscari pulchellum Heldr. & Sart. (1859)
- Muscari racemosum Mill. (1768)
- Muscari salah-eidii (Täckh. & Boulos) Hosni (1988)
- Muscari sandrasicum Karlén (1987)
- Muscari serpentinicum Yildirim, Altioglu & Pirhan (2014 publ. 2015)
- Muscari sivrihisardaghlarense Yild. & B.Selvi (2002)
- Muscari stenanthum Freyn (1885)
- Muscari tavoricum Ravenna (2002)
- Muscari turcicum Uysal, Ertugrul & Dural (2007)
- Muscari tuzgoluense Yild. (2011)
- Muscari ufukii E.Kaya & Demirci (2014)
- Muscari vuralii Bagci & Dogu (2009)

## Galerie

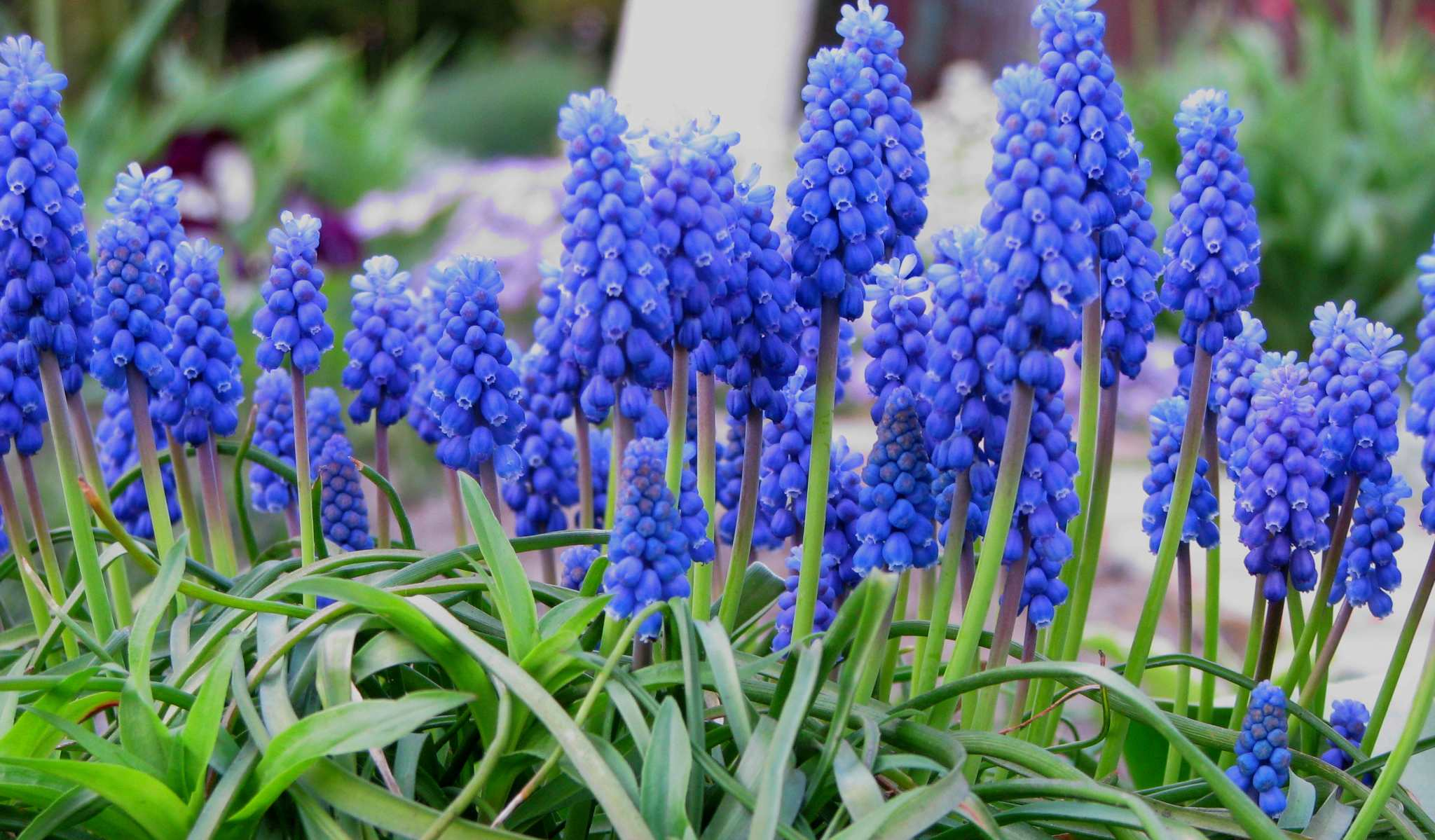
Muscari armeniacum
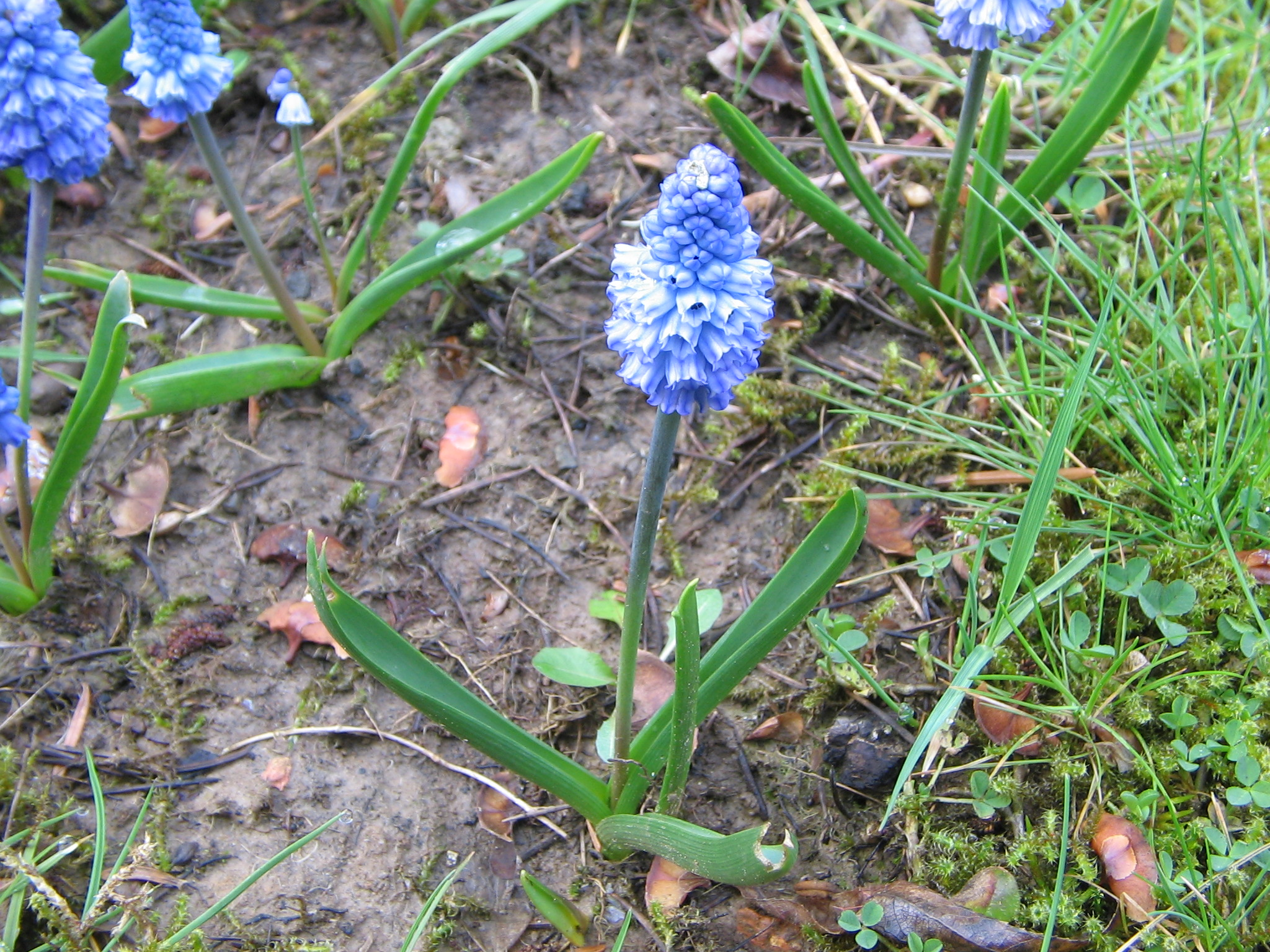
Muscari azureum
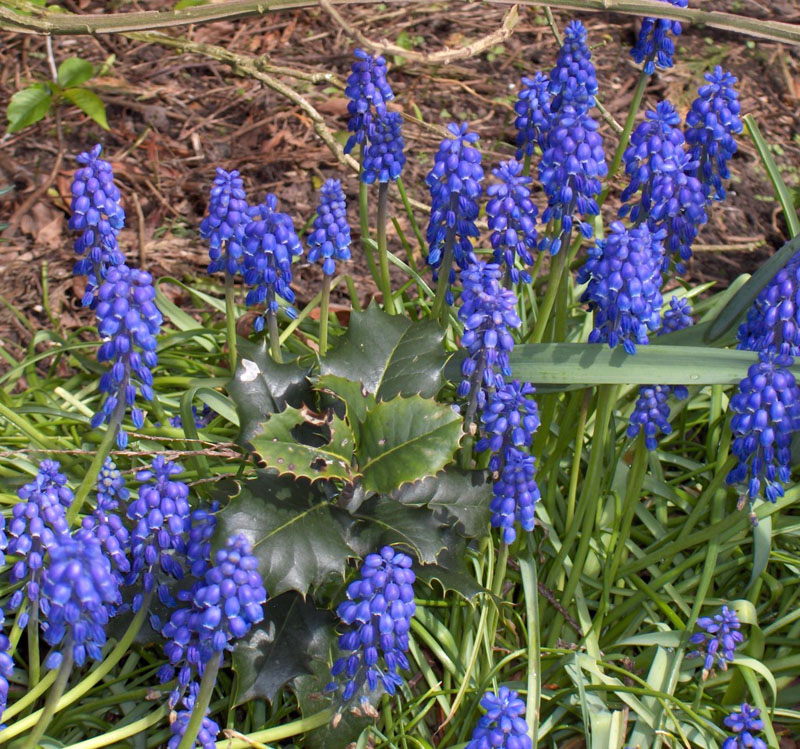
Muscari botryoides
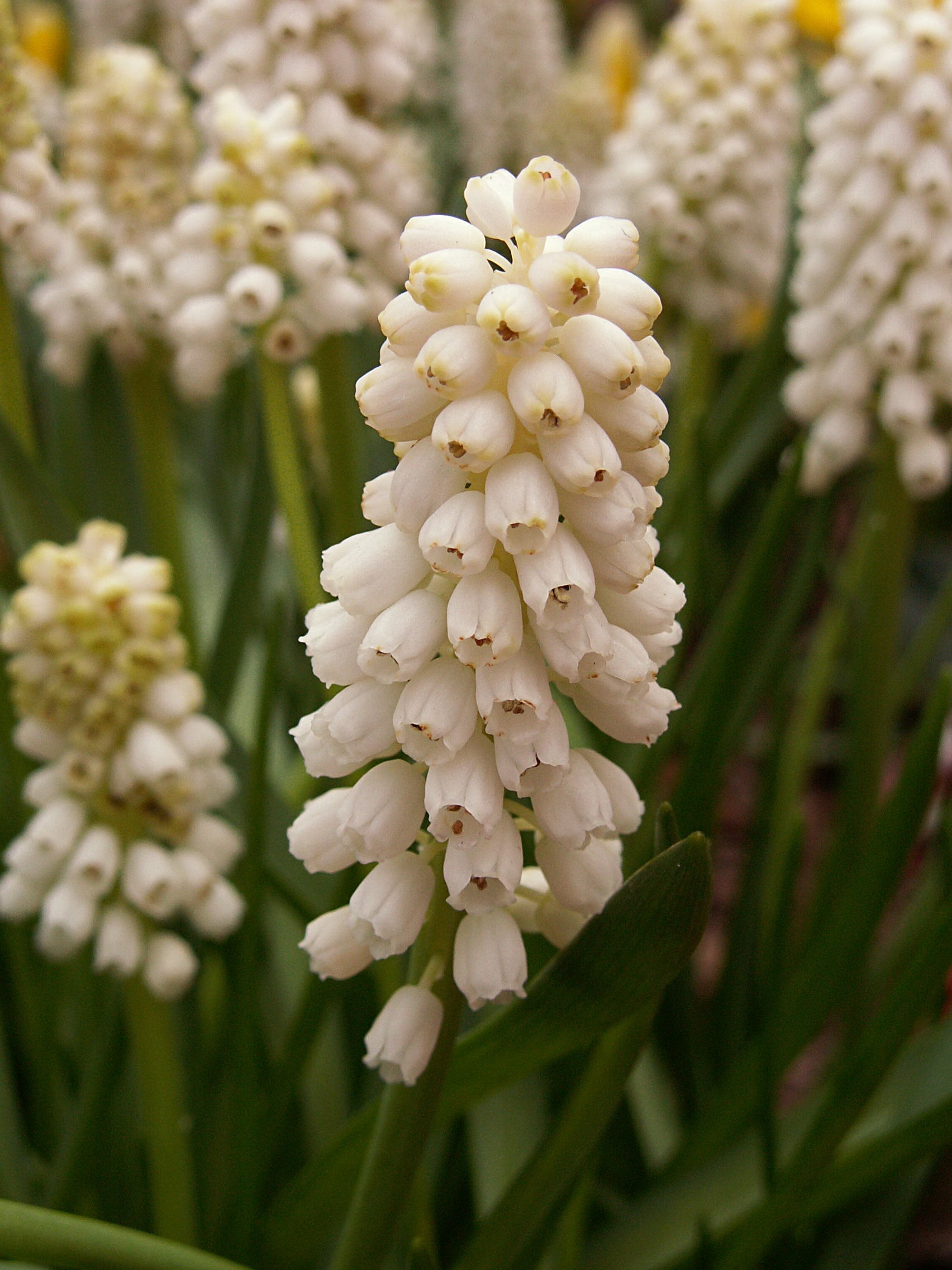
Muscari botryoides ‘album’
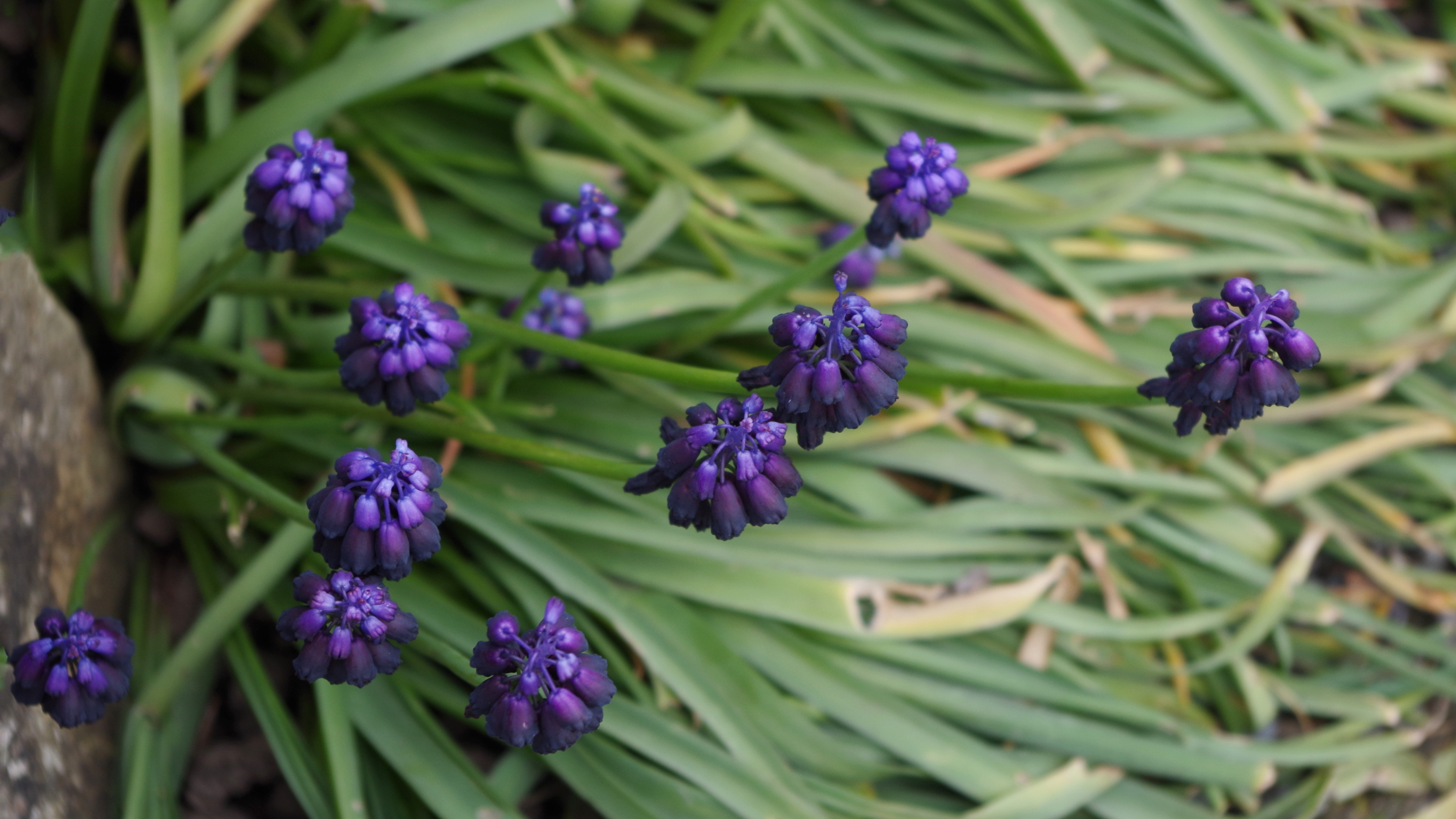
Muscari commutatum
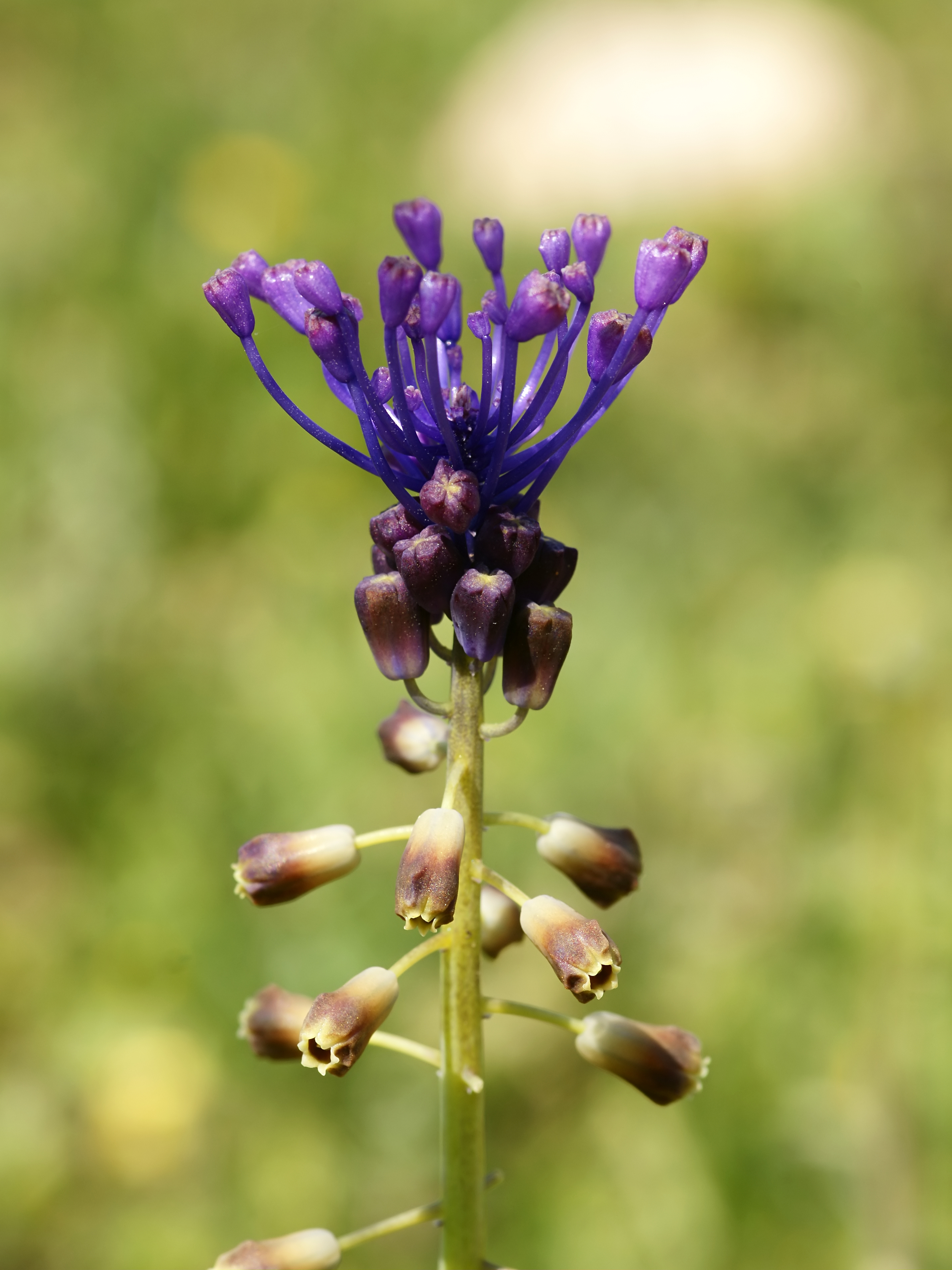
Muscari comosum
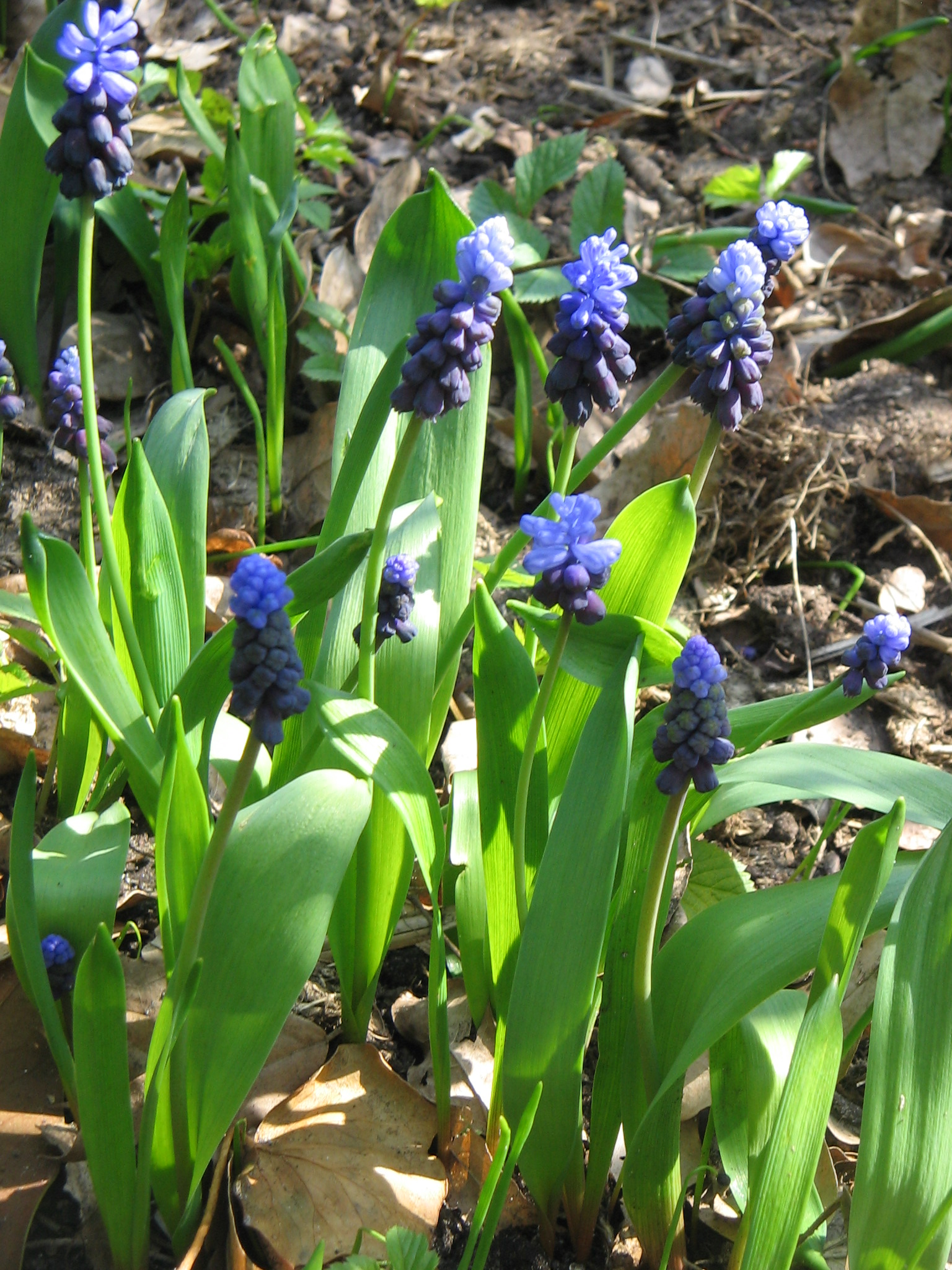
Muscari latifolium
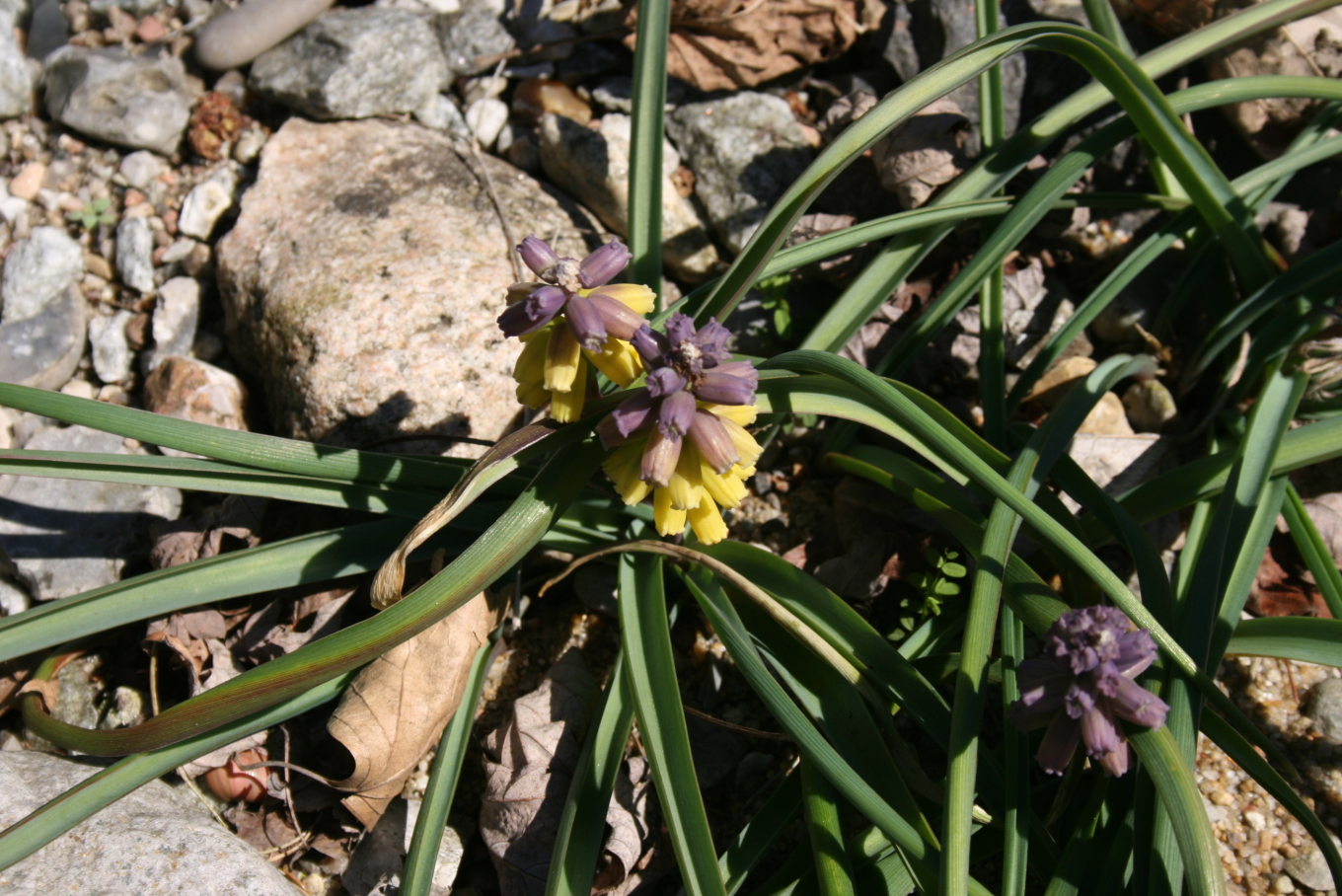
Muscari macrocarpum
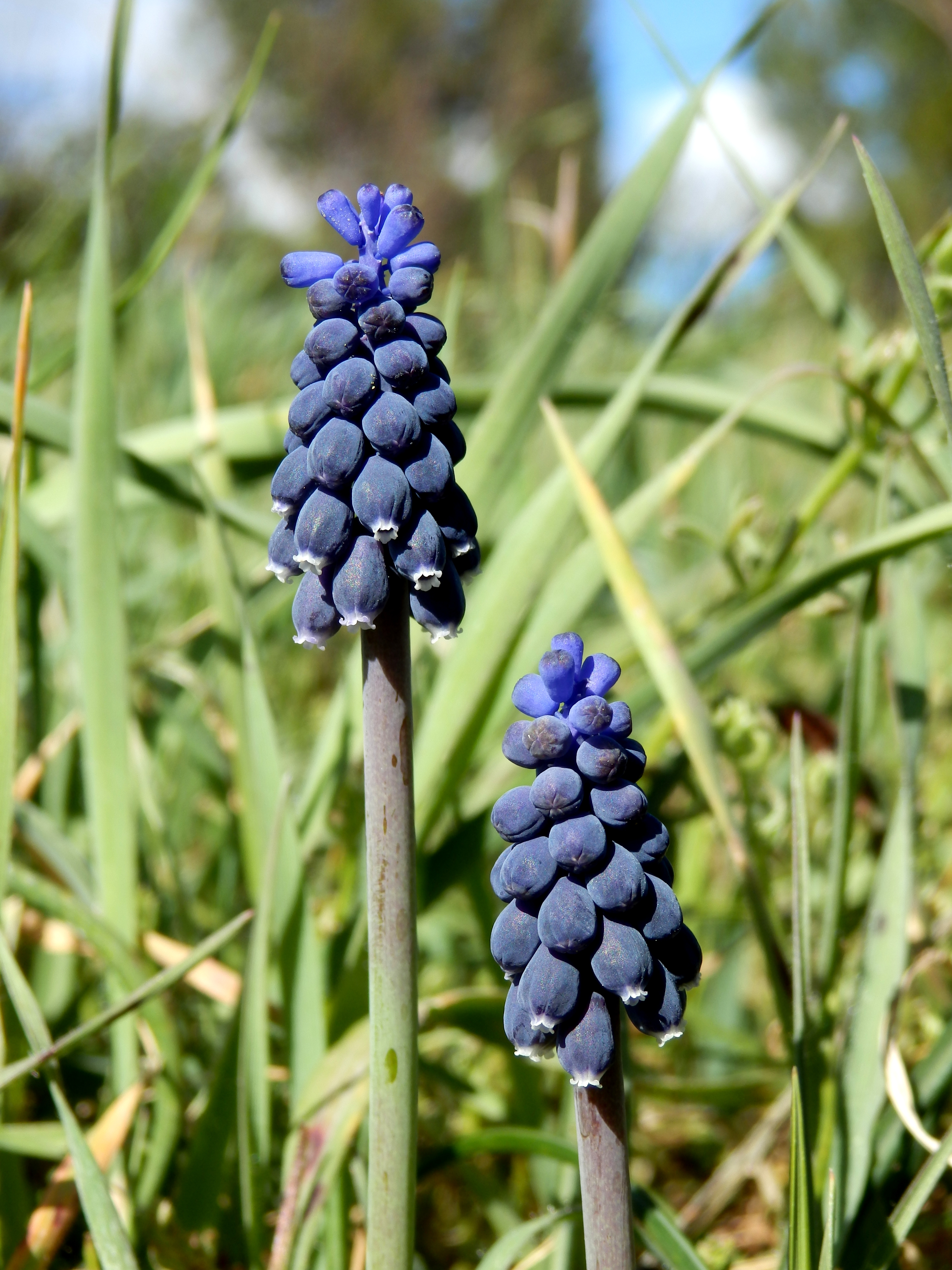
Muscari neglectum
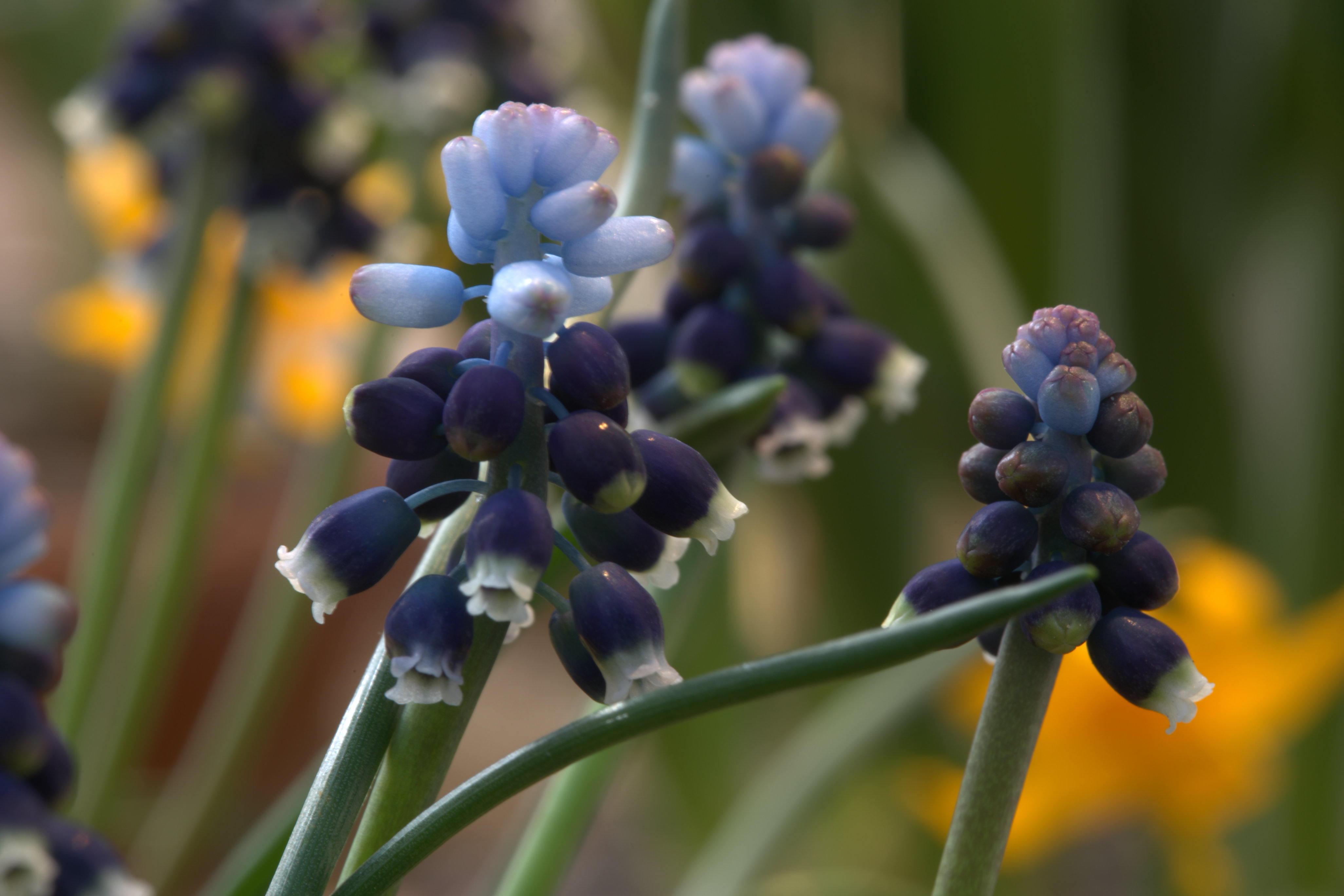
Muscari sivrihisardaghlarensis
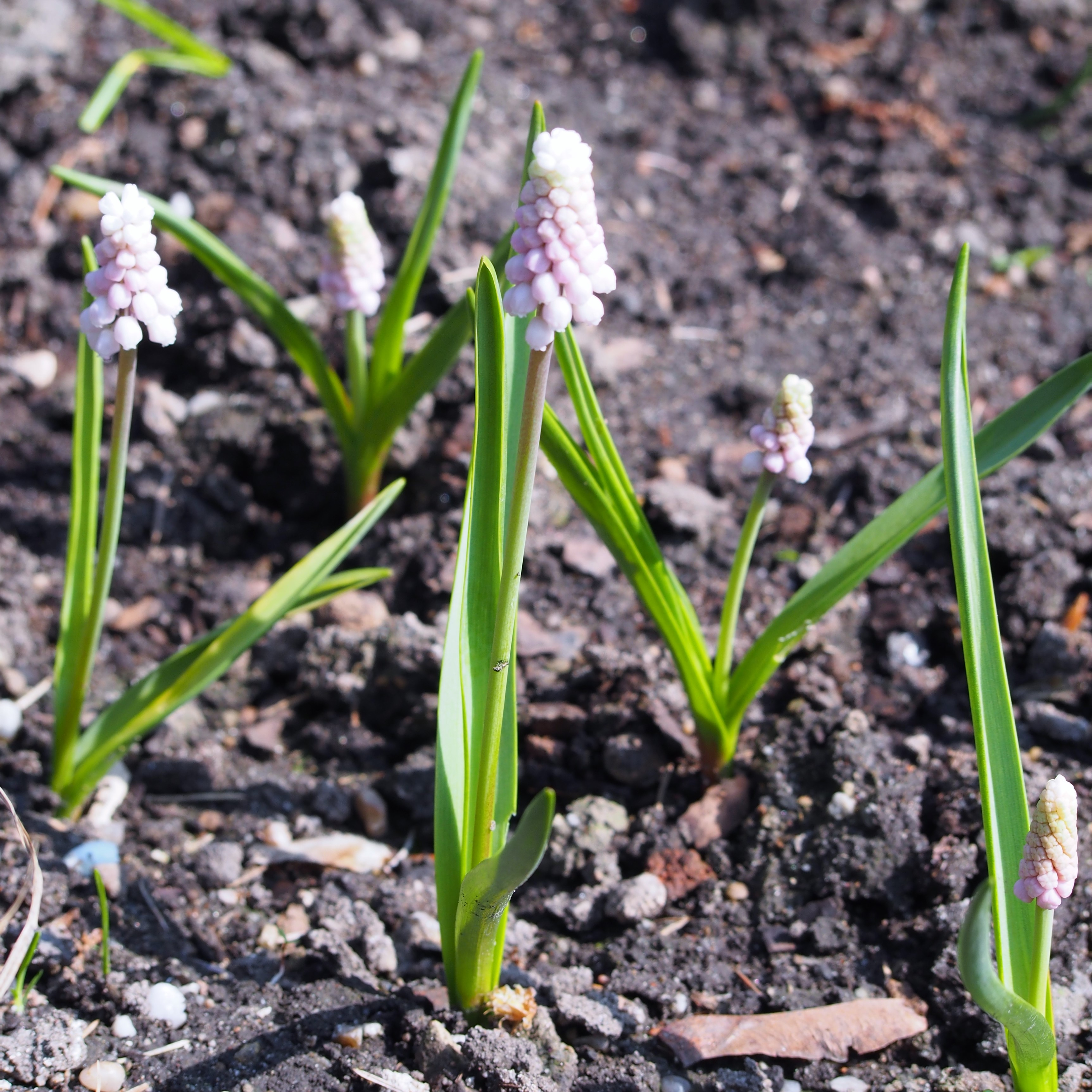
Muscari 'Pink Sunrise'